# Bisaltes uniformis
Bisaltes uniformis es una especie de escarabajo longicornio del género Bisaltes, subfamilia Lamiinae. Fue descrita científicamente por Breuning en 1939.
Se distribuye por Argentina y Brasil. Posee una longitud corporal de 9,5-11 milímetros. El período de vuelo de esta especie ocurre en los meses de enero, marzo, septiembre y diciembre.